# 극단의 시대
《극단의 시대: 단기 20세기, 1914-1991》는 에릭 홉스봄의 1994년 책이다. 홉스봄은 이 책에서 국가사회주의, 자본주의와 민족주의의 실패를 살펴보며, 예술의 진보와 사회의 변화에 대한 회의적인 시선으로 본 20세기 역사를 개괄한다.
홉스봄은 《극단의 시대》에서 제1차 세계 대전이 시작되고 소비에트 블록(Soviet bloc)이 몰락하기까지의 기간을 "단기 20세기(the short twentieth century)"라고 호칭한다. 이는 그의 다른 저작에서 프랑스 혁명과 산업 혁명의 시기부터 제1차 세계 대전까지의 기간을 "장기 19세기(the long 19th century)"라고 부른 것과 대비를 이룬다.
미국에서 이 책은 A History of the World, 1914–1991 (ISBN 978-0-679-73005-7)이라는 부제로 출간되었다. 책은 영국 베스트셀러 리스트에 올랐으며, 30개의 언어로 번역 출간되었다.
1. ↑  “Never Sorry”. 《The New Republic》. 2019년 4월 4일.